# Megachile gravita
Megachile gravita là một loài Hymenoptera trong họ Megachilidae. Loài này được Mitchell mô tả khoa học năm 1934.